# Claude-Marie Guyon
Claude-Marie Guyon (1699-1771) fue un historiador, eclesiástico y literario de Francia.

## Biografía
Claude-Marie Guyon nació en Lons-le-Saunier, Franco-Condado, el 13 de diciembre de 1699 y murió en París en 1711, abrazó el estado eclesiástico, entrando en la Congregación del Oratorio de San Felipe Neri, y dejando después el claustro se instaló en París donde ejercitó su pluma en diversas cuestiones.
Guyon en París trabaja para el abad Pierre-François Guyot Desfontaines, jesuita y redactor de escritos polémicos, dejando entre otras obras una sobre la Ciropedia y otra contra su adversario Voltaire la obra "La Volta Romanie", (Londres. 1739) dejando escrito Charles Nisard (1808-1889) la obra "Les ennemis de Voltaire: l'abbé Desfontaines, Fréron, La Beaumelle" (París. 1853), y otros crítico como, Manuel Carbonero y Sol y Merás, en su obra "Fin funesto de los perseguidores y enemigos de la Iglesia" (Madrid. 1875), dice de Voltaire "Su pluma inculcó en las masas uno de esos odios, que semejantes al puñal del salvaje, conserva eternamente su veneno.A todos quiso dejar sin Dios, para ser el ídolo de todo el mundo". El abad Claude François Nonnotte (1711-1793) en su obra "Los errores históricos y dogmáticos de Voltaire", (Madrid. 1771) "Cuanto se practica en la religión es fanatismo o superstición a los ojos de Voltaire. A nada tiene respeto, ni con nadie usa de moderación".
Guyon elaboró algunos extractos para los folletos del abad Desfontaines el cual en agradecimiento recompuso el estilo de algunos escritos de Guyon. El celo como Guyon defendió sus ideas religiosas le valieron diversos sarcasmos y la mordacidad de Voltaire. Recibió una pensión del clero, y en el prólogo de la obra de Guyon sobre los errores históricos y dogmáticos de Voltaire realizado por el traductor, fray Pedro Rodríguez Morzo, comendador de los conventos de Toledo y Madrid, de la Orden de la Merced Descalza, predicador del rey y censor de sus libros, en la que Guyon refuta a Voltaire mediante el método de poner a este autor en contradicción consigo mismo, dice: Debemos suponer en Voltaire el odio mas impecable y considerarle como un atleta que hace profesión y gala de no desnudarse de las armas mas sangrientas, hasta ver si puede abrir brecha por donde introducir el veneno contenido en sus libros y doctrinas.
Otras obras de Guyon, las siguientes:
- Un compendio continuación de la historia de Roma del historiador y anticuario de Inglaterra Laurence Echard (1670-1730), quien este llegó hasta la traslación de la capital del Imperio a Constantinopla fundada por Constantino I el Grande, en 10 vols. in-12.º, reimprimida en 12 vols. en Holanda y Aviñón, y también escribió Echard una historia eclesiástica, traducciones inglesas de obras de Plauto y Terencio y un diccionario histórico
- Una historia de los imperios y la repúblicas hasta el advenimiento de Jesucristo, obra algo inferior a la de Charles Rollin, sin embargo, escrita con los autores antiguos de más dificultosa elaboración, con un reproche en torno al rey de Persia que hizo Guyon a Tito Livio provocó una viva discusión con el historiador y profesor de retórica Jean Baptiste Louis Crevier (1693-1765), alumno de Rollin continuando la historia romana hasta el volumen XVI, y además dejó una edición estimable de Tito Livio en 6 vols. con notas, una historia de la universidad de París, unos comentarios sobre el tratado de estudios de Rollin y colaboró en la revisión de Anti-Lucretius con Charles Le Beau y con el humanista, profesor, rector y escritor Charles Coffin (1676-1749). Esta obra de Guyon que asemejaba ser una especie de imitación de la historia antigua del ingeniero-geógrafo Jacques Nicolas Bellin (1703-1722) y que debía obscurecer y no tuvo la misma aceptación en razón de no aventajarla, habiendo casi en ella más investigaciones, pero el tono es frío y el resultado de un efecto endeble.
- Una historia de las amazonas antiguas y modernas, siendo las amazonas una nación formada de mujeres guerreras cuya existencia conjeturan una fábula Estrabón, Arriano, Paléfato y muchos modernos
- Una obra de respuesta sobre la historia de las Indias, replicada con la obra "Carta crítica sobre la historia de las Indias, del abad Guyon", 1744,in-12º, por el ingeniero Jean-François Charpentier de Cossigny (1690-1780) quien fue director de fortificaciones del Franco-Condado y laboró también en localidades de la India como Puducherry (ciudad) y Tiruchirapalli
- Un ensayo crítico sobre el establecimiento y traslación del Imperio de Occidente en Alemania.
- Una biblioteca eclesiástica donde da instrucciones morales y dogmáticas sobre las reliquias; una apología de los jesuitas que le atribuye Claudeterria-Pierrete Goujet (1697-1767) autor este de una biblioteca de autores eclesiásticos en 3 volúmenes, una biblioteca francesa en 18 vols., y un diccionario portátil de la lengua francesa en 2 vols., mas Antoine-Alexandre Barbier (1765-1825) asigna la obra en su diccionario de obras anónimas en 4 vols a Dom Mongenot benedictino de la Congregación de San Vannes que desciende de esta la Congregación de San Mauro que principió en Lorena en 1597.

## Obras
- Continuation de l'histoire romaine de Laurent Echard,.., París, 1736, 10 vols., in-12º.
- Histoire des Empirese et des Republiques,.., París, 1736, 12 vols. in-12º.
- Histoire dse Amazones anciennes et modernes, París, 1740, 2 vols. in-12º.
- Histoire des Indes, París, 1744, 3 vols.
- Essai critique sur l'etablissement et la traslation de l'empire d'occident en Allemagne,..., París, 1753, in-8º.
- A new history of the East-Indies, 1757.
- L'Oracle des nouveaux philosophes, Berne, 1759-60.
- Geschichte der Amazon, 1763.
- Biblioteuqe ecclesiastique, París, 1771-72, 8 vols., in-12º.
- El oráculo de los nuevos filósofos M. Voltayre impugnado, Madrid, P. Marín, 1775.
- Geistliche Bibliotek,.., 1786.
- Biblioteca eclesiástica en forma de instrucciones dogmáticas y morales sobre toda la religión, 1794 (traducida al castellano por Fray Sebastián Sánchez Sobrino, lector, examinador sinodal de Málaga, Guadix, Cadiz, Alcalá y Granada, doctor y catedrático en lengua griega en la Real e Imperial Universidad de Granada, y morador y regente de estudios en el convento de San Antonio Abad de PP. Terceros de Granada)
- Suite de L'Oracle des nouveaux philosophes, Kessinger Publ., 2009.